# Dana Snyder

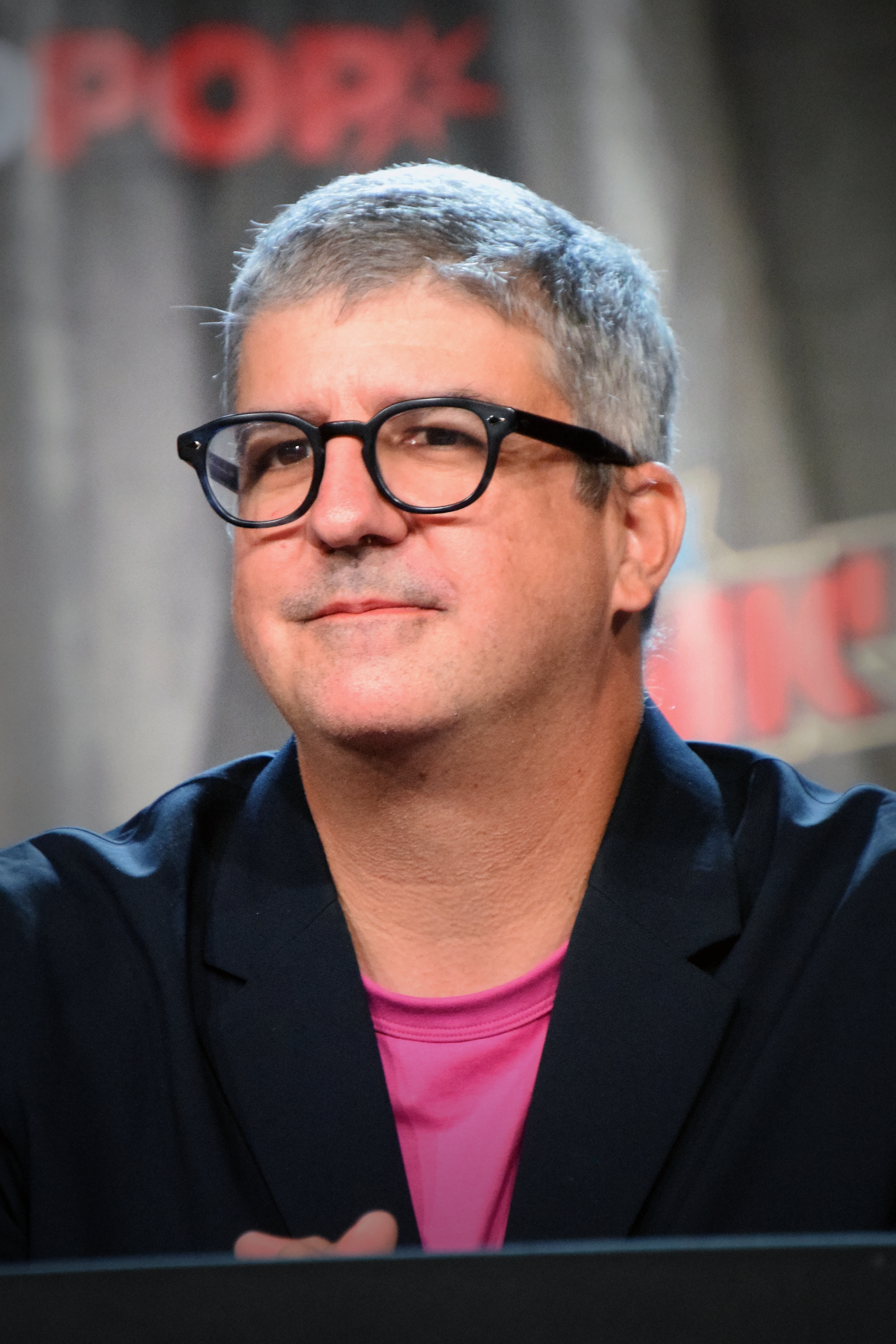
Dana Snyder, 2022

Dana Snyder (* 14. November 1973 in Allentown, Pennsylvania) ist ein US-amerikanischer Synchronsprecher und
Schauspieler. Seine bekannteste Rolle ist die des Gazpacho in der Zeichentrickserie Chowder.

## Leben
Snyder wuchs in Las Vegas Nevada auf und absolvierte 1992 die Webster University in Missouri, er behauptete ein leichter Legastheniker zu sein. Seit dem Jahr 2005 ist er mit Christine Snyder verheiratet.

## Filmografie (Auswahl)
- 2000–2015: Aqua Teen Hunger Force: diverse Rollen
- 2001: Sealab 2021: diverse Gastrollen
- 2004: Side Effects: Carry
- 2005: Squidbillies: Ruby Jean „Granny“ Cuyler
- 2005: Robot Chicken: div. Gastrollen
- 2006: The Venture Bros. The Alchemist
- 2006: Minorteam: Dr. Wang
- 2006: Bleach: div. Gastrollen
- 2007: Come on Over: Dr. FullOvit
- 2007: Dante's Inferno: div. Gastrollen
- 2007: ER: div. Rollen
- 2007: Saul of Mole Men: Strato Operator 2
- 2007: Aqua Teen Hunger Force Colon Movie Film for Theaters: Master Shake
- 2007: Aqua Teen Hunger Force Zombie Ninja Pro-AM: Master Shake
- 2007: Brothers & Sisters: Office Worker
- 2007: Code Monkeys: Todd Benny
- 2007: Chowder: Gazpacho
- 2008: The Boondocks: White Man
- 2008: Young Person's Guide to History: Benjamin Franklin
- 2010: Jagdfieber 3 (Open Season 3): Alistair
- 2013: Your Pretty Face Is Going to Hell[1]
- 2014–2018: Die Thundermans (meist Stimme)
- 2018–2022: Paradise PD
- 2021–2024: Der Geist und Molly McGee: Scratch
- 2022–2023: Kamp Koral: SpongeBobs Kinderjahre (Stimme, 2 Folgen)
- 2023: SpongeBob Schwammkopf (Stimme, 2 Folgen)
- 2024: Rückkehr der Thundermans (Stimme)
- 2025: Die Thundermans: Undercover (The Thundermans: Undercover, 10 Folgen)